# Silene tatarinowii
Silene tatarinowii là loài thực vật có hoa thuộc họ Cẩm chướng. Loài này được Regel miêu tả khoa học đầu tiên năm 1861.